# FIVE LIVE ARCHIVES
『FIVE LIVE ARCHIVES』（ファイブ・ライブ・アーカイブス）は、日本のロックバンド、L'Arc〜en〜Cielのライブビデオ（DVD-BOX）。2007年4月4日発売。発売元はKi/oon Records。

## 解説
L'Arc〜en〜Cielのライブ映像を収めたDVD5枚組のボックス・セット。
L'Arc〜en〜Cielは2006年にバンド結成15周年を迎えており、15周年を記念した作品として本作が発表されている。なお、本作は当初、2007年3月14日発売とアナウンスされていたが、リリース直前に発売日が同年4月6日に延期されている。
本作品は、これまで市販映像化されていなかった、若しくは一部しか公開されていなかった過去のライブ映像が収録されている。収録公演は、1998年から2005年の間に開催したライブ・コンサートから5公演が選出されている。
本作のフィジカルは、平常発売されるライブビデオ作品とは異なり、事前予約者のみを対象に、完全受注生産盤（5DVD）の1形態で販売されている。本作の外装はプラスチック製のケース（黒色）となっており、付録として320ページの公演パンフレット（パンフレットが販売されなかった「RESET>>LIVE*000」を除く）の縮刷版を収録したブックレットが同梱されている。
また、本作に過去の公演の模様を収録するにあたり、音声のドルビーサラウンド5.1ch化が施されている。ちなみに、Disc1に収録された「Tour '98 ハートに火をつけろ!」の大阪公演の模様は、1998年にライブビデオ『ハートに火をつけろ!』として一部が市販化されているが、今回再収録するにあたり、若干のカメラワークの変更がなされるなど、編集が施されている。

## 収録曲

### Disc 1: Tour '98 ハートに火をつけろ!
「Tour '98 ハートに火をつけろ!」 Oct.17.1998 大阪ドーム
- 1998年12月23日発売『ハートに火をつけろ!』に一部曲目収録（M01,M02,M07,M16,M17,M20,M21）。この公演のフルでの映像化は初。

1. 浸食 〜lose control〜
2. birth!
3. Round and Round
4. flower
5. metropolis
6. winter fall
7. forbidden lover
8. fate
9. LORELEY
10. 花葬
11. 虹
12. Promised land
13. Caress of Venus
14. milky way
15. HONEY
16. Shout at the Devil
17. snow drop
18. Lies and Truth
19. Blurry Eyes
20. DIVE TO BLUE
21. あなた

### Disc 2: 1999 GRAND CROSS TOUR
「1999 GRAND CROSS TOUR」 Aug.21.1999 東京ビッグサイト駐車場特設ステージ
- 初市販映像化

1. Driver's High
2. HEAVEN'S DRIVE
3. 死の灰
4. It's the end
5. 真実と幻想と
6. What is love
7. Butterfly's Sleep
8. birth!
9. fate
10. Cradle
11. forbidden lover
12. trick
13. HONEY
14. DIVE TO BLUE
15. いばらの涙
16. Perfect Blue
17. Promised land
18. Caress of Venus
19. milky way
20. Pieces

### Disc 3: RESET>>LIVE*000
「RESET>>LIVE*000」 Dec.31.1999-Jan.1.2000 東京ビッグサイト 東館展示ホール1-3
- 初市販映像化
ライブ当日に全国12ヶ所の街頭ビジョンで生中継（カウントダウン〜「NEO UNIVERSE」のみ）

1. finale
2. Caress of Venus
3. Driver's High
4. LOVE FLIES
5. fate
6. いばらの涙
7. trick
8. HONEY
9. Promised land
10. Shout at the Devil
11. NEO UNIVERSE
12. HEAVEN'S DRIVE
13. DIVE TO BLUE
14. 虹
15. winter fall
16. Blurry Eyes
17. milky way
18. Pieces

### Disc 4: TOUR 2000 REAL
「TOUR 2000 REAL」 Dec.6.2000 東京ドーム
- 初市販映像化
ライブ当日にスカイパーフェクTV!・パーフェクト・チョイスで生放送
M07「ALL YEAR AROUND FALLING IN LOVE」、M16「虹」カット

1. get out from the shell -asian version-
2. THE NEPENTHES
3. Promised land
4. NEO UNIVERSE
5. LOVE FLIES
6. ROUTE 666
7. finale
8. 真実と幻想と
9. a silent letter
10. fate
11. trick
12. HONEY
13. STAY AWAY
14. Shout at the Devil
15. DIVE TO BLUE
16. HEAVEN'S DRIVE
17. Driver's High
18. あなた

### Disc 5: ASIALIVE 2005
「ASIALIVE 2005」 Sep.10.2005 上海大舞台
- 2006年6月21日発売『ASIALIVE 2005』に一部楽曲ダイジェスト収録
M01「Killing Me」カット

1. HEAVEN'S DRIVE
2. Driver's High
3. LOST HEAVEN
4. snow drop
5. winter fall
6. forbidden lover
7. 叙情詩
8. get out from the shell
9. New World
10. 自由への招待
11. STAY AWAY -formation A-
12. AS ONE
13. READY STEADY GO
14. L'Arc〜en〜Ciel PARADE
Blurry Eyes
DIVE TO BLUE
浸食 〜lose control〜
花葬
flower
15. HONEY
16. Link
17. 瞳の住人
18. 虹